# Racek lávový
Racek lávový (Leucophaeus fuliginosus) je středně velkým druhem racka z rodu Leucophaeus. Je endemickým druhem Galapážských ostrovů.

## Popis
Dospělí ptáci jsou celí šedí, s hnědošedou hlavou, bělavým břichem a světle šedým ocasem s tmavošedými středními pery. Nohy jsou černé, zobák černý s červenou špičkou. Nad a pod okem má bílé srpky. Mladí ptáci jsou celí tmavohnědí, s černýma nohama a zobákem. Tmavé zbarvení je adaptací na život v lávových polích; jde o kryptické zbarvení, pomáhající vyhnout se kontaktu s ptáky, okrádajícími racky o jejich kořist.

## Výskyt

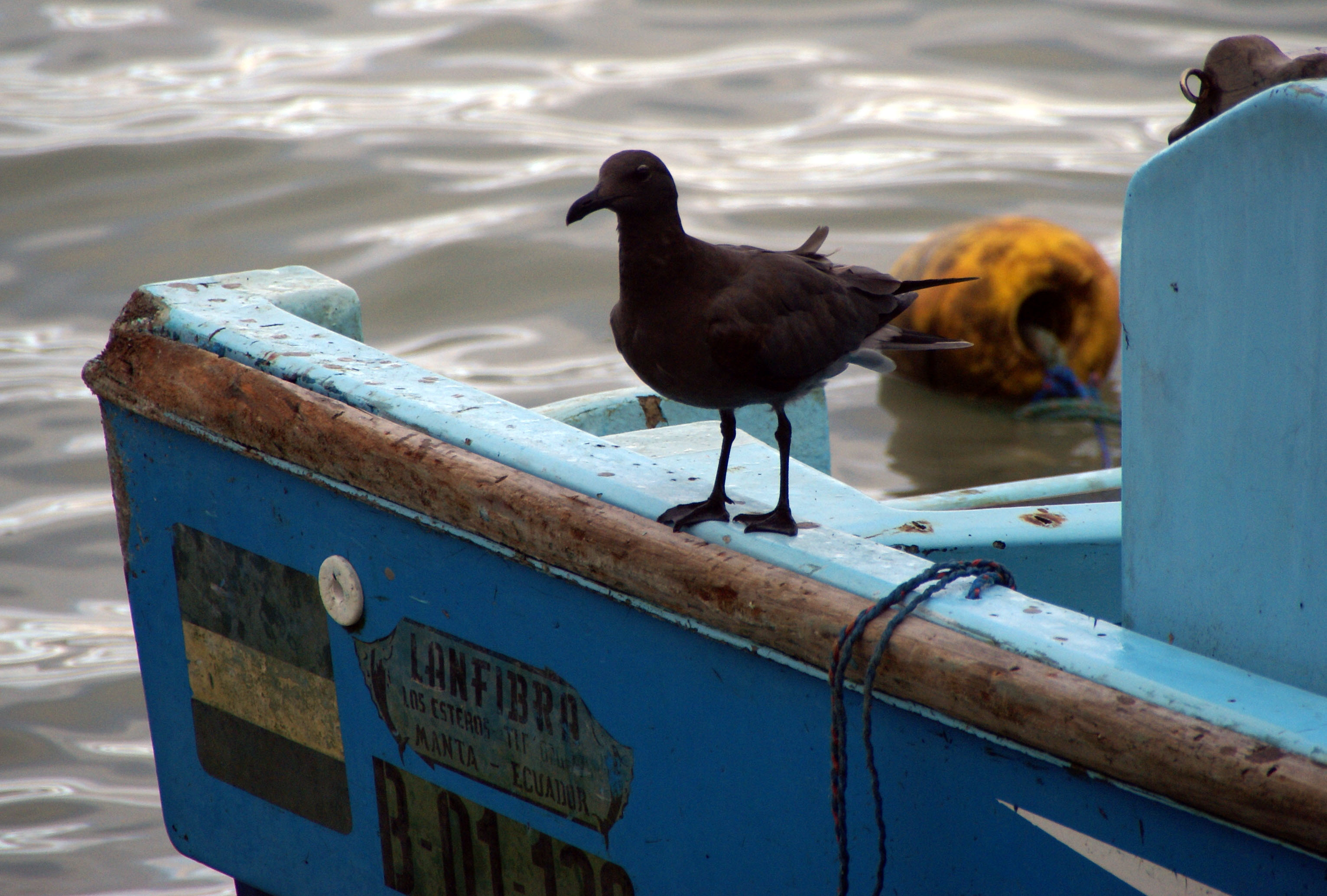
Jednoletý pták, jediný celkově tmavý racek na světě

Endemit Galapážských ostrovů, celková populace byla koncem 60. let 20. století odhadována na 300–400 párů. Od té doby došlo k dalšímu poklesu, v největší kolonii na jihu ostrova Santa Cruz bylo v posledních letech sečteno pouhých 81 ptáků. V seznamu IUCN je řazen ke zranitelným druhům, což je pravděpodobně podceněním vážnosti stavu jeho populace.